# ليودميلا جوغول
ليودميلا جوغول (بالأوكرانية: Людмила Євгенівна Жоголь) (23 مايو 1930 - 15 أبريل 2015)، هي فنانة أوكرانية للمنسوجات الزخرفية، وأحد مؤسسي مدرسة النسيج الوطنية في أوكرانيا في النصف الثاني من القرن العشرين، رشّحت للحصول على لقب تاريخ الفن (1965)، ولقب فنان الشعب الأوكراني (1994)، كما أنها أكاديمية في الأكاديمية الوطنية للفنون الجميلة والعمارة (2000).

## الحياة والتعليم
ولدت ليودميلا جوغول في 23 مايو 1930 في كييف، ودرست الفن في معهد لفيف للفنون الزخرفية، من بين معلميها يوسيب بوكشاي، فيتولد موناستيرسكي، ورومان سلسكي وآخرين.

## العمل
في الثمانينيات أصبحت جوغول رئيسة لاتحاد الفنانين في اتحاد الجمهوريات الاشتراكية السوفياتية، حيث سمح لها هذا المنصب بالسفر إلى أوروبا الغربية والعالم، زارت دولاً مثل فرنسا، إيطاليا، النرويج، لبنان، مصر، كوبا، السويد، والدنمارك.
كانت جوغول مدرّسة لعدة سنوات، وترأست قسم الخزف في أكاديمية الهندسة المعمارية، من ثم تولت إدارة قسم المنسوجات الفنية ونمذجة الأزياء في أكاديمية ميخايلو بويتشوك كييف الحكومية للفنون الزخرفية التطبيقية والتصميم.
من عام 1978 إلى عام 2011 أقيم ثلاثة وعشرون معرضًا شخصيًا لها، أهم مساهمة قدّمتها جوغول لتطوير الفن الأوكراني في النصف الثاني من القرن العشرين - أوائل القرن الحادي والعشرين هو نظام التفاعل التركيبي الداخلي المعماري والنسيج الفني الذي طورته، ألّفت عدداً من الكتب وأكثر من 100 مقالة حول توليف الفنون.